# دایره نی‌اورا
دایره نی‌اورا (به لاتین: Nioro Cercle) یک منطقهٔ مسکونی در مالی است که در استان کایس واقع شده‌است. دایره نی‌اورا ۱۱٬۰۶۰ کیلومتر مربع مساحت و ۲۳۰٬۴۸۸ نفر جمعیت دارد.